# Saint-Hilaire-Foissac
Saint-Hilaire-Foissac este o comună în departamentul Corrèze din centrul Franței. În 2009 avea o populație de 210 de locuitori.

## Evoluția populației
| An        | 1975 | 1982 | 1990 | 1999 | 2006 | 2009 |
| --------- | ---- | ---- | ---- | ---- | ---- | ---- |
| Populație | 275  | 224  | 201  | 232  | 216  | 210  |